# Neckera andrei
Neckera andrei là một loài rêu trong họ Neckeraceae. Loài này được Thér. & P. de la Varde mô tả khoa học đầu tiên năm 1923.